# Chambon (Indre i Loara)
Chambon – miejscowość i gmina we Francji, w Regionie Centralnym, w departamencie Indre i Loara.
Według danych na rok 1990 gminę zamieszkiwało 288 osób, a gęstość zaludnienia wynosiła 16 osób/km² (wśród 1842 gmin Regionu Centralnego Chambon plasuje się na 853. miejscu pod względem liczby ludności, natomiast pod względem powierzchni na miejscu 745.).